# Coenocorypha aucklandica
Il beccaccino subantartico (Coenocorypha aucklandica, Gray 1845) è un uccello della famiglia degli Scolopacidae.

## Sistematica
Coenocorypha aucklandica ha sei sottospecie:
- C. aucklandica aucklandica
- C. aucklandica barrierensis †;
- C. aucklandica huegeli
- C. aucklandica iredalei †;
- C. aucklandica meinertzhagenae
- C. aucklandica subsp.

## Distribuzione e habitat
Questo uccello è endemico della Nuova Zelanda, ma le sottospecie C. aucklandica barrierensis, che abitava l'Isola del Nord, e C. aucklandica iredalei, che abitava l'Isola del Sud, sono estinte. C. aucklandica aucklandica vive nelle Isole Auckland; C. aucklandica huegeli vive nelle Isole Snares; C. aucklandica meinertzhagenae nelle Isole Antipodi; e C. aucklandica subsp., scoperta nel 1997, nelle Isole Campbell.